# U-47700 (film)
U-47700 is een Nederlandse korte film uit 2021, geschreven en geregisseerd door Erasmo de la Parra, met in de hoofdrollen Walt Klink, Teun Stokkel en Kees van Wandelen. De film is gebaseerd op een origineel Engelstalig scenario geschreven door Lucia Bärtschi en Erasmo de la Parra.
De film heeft op 10 augustus 2021 een besloten première gehad en is vervolgens op verschillende internationale filmfestivals in première gegaan.

## Verhaal
O.B., K. en Kalkin leven in de nabije toekomst, waar iedereen verslaafd is aan een nieuwe drug die met de component U-47700 is gemaakt. Wanneer Kalkin visioenen ziet van de profetes Ador Mada, moeten ze kiezen tussen de drug en hun vriendschap.

## Rolverdeling
| Acteur            | Personage                  |
| ----------------- | -------------------------- |
| Walt Klink        | O.B. (Obelix)              |
| Teun Stokkel      | Kalkin Glauser             |
| Kees van Wandelen | K. (Kingston Von Kareldam) |
| Madelief Smit     | Ador Mada                  |
| Matti Stooker     | Druggy Boy                 |

## Productie
De film werd gedraaid in het voormalige Afrikahuis en in het kantorencomplex Leeuwenburg dat nu deels door de Hogeschool van Amsterdam wordt gebruikt. De opnames zijn gemaakt onder strikte COVID-19-regels en met de officiële toestemming van de gemeente Amsterdam.